# Agrimonia eupatoria
A Agrimonia eupatoria, comummente conhecida como agrimónia (denominação amiúde atribuída às demais espécies do género Agrimonia), é uma planta herbácea, pertencente à família das Rosáceas e ao tipo fisionómico dos hemicriptófitos, dotada de caule vertical, flores amarelas e frutos ásperos, que tem sido utilizada pelo Homem, ao longo dos tempos, por causa das suas propriedades medicinais.

## Nomes comuns
Dá ainda pelos seguintes nomes comuns: grimónia (também grafada erva-agrimónia), amoricos (também grafada namoricos), erva-hepática (também grafada erva eupática, o que, se crê que terá dado lugar às deturpações erva-eupatória, eupatória e eupatória-dos-gregos), erva-de-São-Guilherme e lagrimosa.

## Descrição
Trata-se de uma planta herbácea perene e inodora, de caules erectos e floríferos, que podem chegar até aos 80 centímetros.
No que toca às folhas, são de formato pinado, sendo que as folhas basais se imbricam numa disposição de roseta, e medem entre 6 a 25 centímetros de comprimento. Agrupam-se em 3 a 6 pares de folíolos, que se distinguem em folíolos principais e folíolos acessórios. Os principais são os maiores, com dimensões na ordem dos 8-75x8-35 milímetros. Os acessórios são mais pequenos. Em todo o caso, os folíolos têm um formato que alterna, entre o elíptico e o obovados, sendo que junto à margem se afiguram com um recorte que pode variar entre o crenados  e o serrados. Apresentam uma coloração verde-escura na página superior e esbranquiçada ou acinzentada, na página inferior, onde se encontra revestida de alguma penugem ou cotanilho, o que faz dela uma folha de tipo tomentoso.
Caracteriza-se, ainda, pela ráquis acanalada, com indumento semelhante ao do caule e pelas estípulas foliáceas, ovadas e irregularmente inciso-dentadas.
Quanto às inflorescências, configuram-se  em espiga terminal, cinco pétalas amarelas, com dimensões na ordem dos 4-6 x 1,5-3 milímetros, e um formato que varia entre o obovado e o oblanceolado.
Relativamente aos frutos, que são aquénios, afiguram-se como excrescências aciróides, que quando amadurecem, atingem dimensões na ordem dos 6-7.5x5-6 milímetros, e isto inclui os pêlos duros, de formato que varia entre o obcónico e o turbinados, que lhes crescem entre os sulcos.

## Distribuição
Esta planta encontra-se em todo o continente europeu, salvo no extremo Norte. Está presente, ainda, na região do Cáucaso, na Sibéria Ocidental, na Ásia Menor e Próximo Oriente, incluindo o Irão, alargando-se, ainda, até ao Norte de África e à Macaronésia.

### Portugal
Trata-se de uma espécie presente no território português, nomeadamente em Portugal Continental, no Arquipélago dos Açores e da Madeira.
Mais concretamente, no que toca a Portugal Continental, nas zonas do Noroeste ocidental, Nordeste ultrabásico, Nordeste leonês, das Terra quente e Terra fria transmontanas, Centro-norte, Centro-oeste calcário, Centro-oeste arenoso, Centro-oeste olissiponense, Centro-oeste cintrano, Centro-leste de campina, Centro-sul miocénico, Centro-sul arrabidense, Centro-sul plistocénico, Sudeste setentrional, Sudeste meridional, Sudoeste setentrional, Sudoeste meridional, Sudoeste montanhoso, Barrocal algarvio, Barlavento e Sotavento.
Em termos de naturalidade é nativa da região atrás referidas.

### Ecologia
É uma espécie ruderal, que medra em bosques, pastos verdejantes e húmidos, ravinas, clareiras, em courelas agricultadas, nas bermas de caminhos e na orla de cursos de água.  Costuma privilegiar solos húmidos de substracto nitrificado.

## Toxicidade

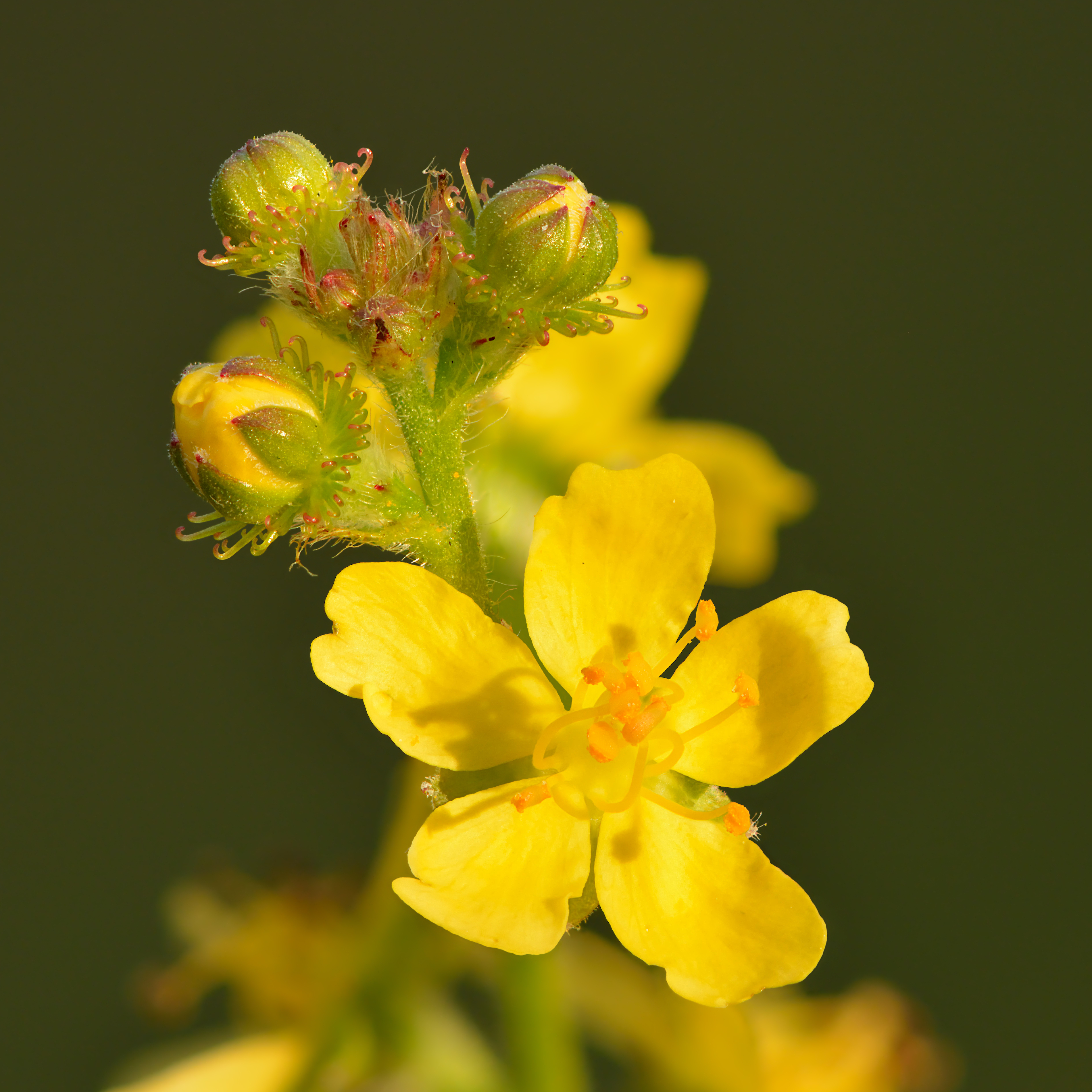
Flor

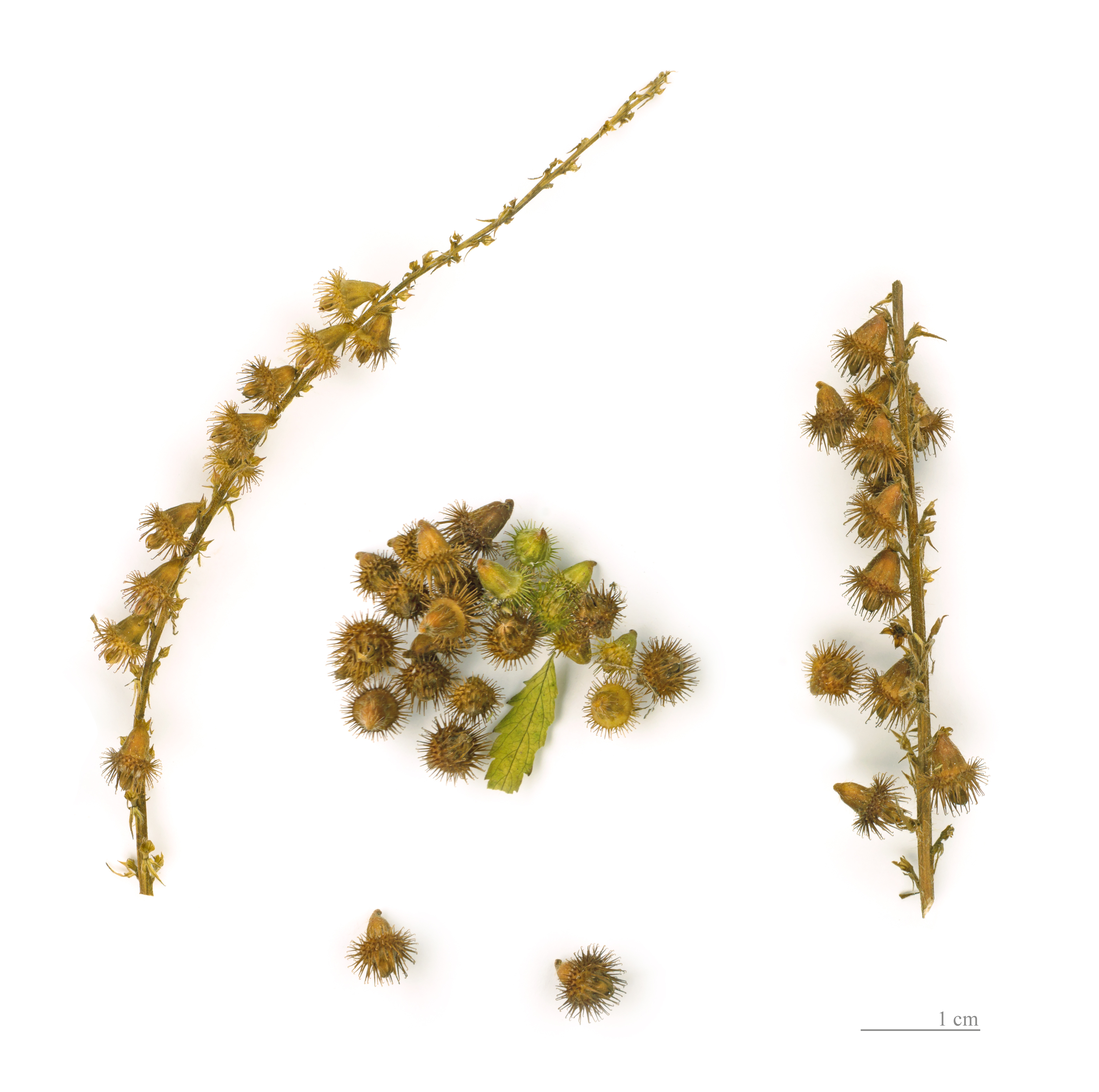
Agrimonia eupatoria - MHNT

A agrimónia tem uma toxicidade fotossensibilizante.
Esta planta contém os seguintes compostos químicos: ácido salicilíco, ácido ursólico e quercetina.
Contém um óleo particular volátil, que pode ser obtido através de destilação, e compostos ásperos e amargos, que dão essa propriedade à planta. As folhas e o caule possuem contêm 5% de tanino, ácido salicílico e óleos essenciais.

## Propriedades farmacológicas
As folhas e as flores da agrimónia têm propriedades adstringentes (por causa dos taninos), anti-inflamatórias, dermatológicas, colagógicas, diuréticas, digestivas, tónico-hepáticas  e coleréticas.
Com efeito, no âmbito da etnofarmacologia, a agrimónia foi usada na medicina popular portuguesa, sob a forma de parches ou aditivos de banhos, para tratar de inflamações e problemas de pele e de feridas ulceradas.  Com efeito, na Idade Média foi muito utilizada nos campos de batalha, por causa do seu poder cicatrizante.
Com as folhas podem ser preparados chás ou decocções (dose quotidiana de 1,5 g).,  para ajudar a acalmar os nervos, para regularizar os processos digestivos, para combater as diarreias e certos problemas hepáticos (daí os nome comum «erva-hepática» e todos os seus derivados e deturpações) e de rins, designadamente os cálculos renais Com efeito, as suas propriedades hepáticas já eram reconhecidas desde a antiguidade clássica, tendo sido referenciadas por Plínio, o Velho e Dioscórides, que recomendavam as infusões de agrimónia para tratar das maleitas do fígado.
Certos preparados de agrimónia também chegaram a ser usados para combater a rouquidão, catarros e para tratar de inflamações da boca e da faringe, sob a forma de decocções em gargarejos.
Sob a forma de pomadas, também foi usada para ajudar no tratamento de hemorróidas externas. Sendo, hodiernamente, indicada em para ajudar no tratamento de colecistopatias crónicas, acompanhadas de pirose gástrica.

## Taxonomia
A Agrimonia eupatoria foi descrita por Carlos Lineu e mencionada na publicação en Species Plantarum 1: 448, em 1753.

### Etimologia
- Do que toca ao nome genérico,«Agrimonia», postula-se, tanto no The Jepson Manual como na A Flora of Southern California, que deriva do termo grego antigo «argema», para "olhos doentes", pese embora não se consiga encontrar nenhuma abonação histórica referente ao uso da agrimónia para tratar da de doenças oculares.[13]

Alternantivamente, especula-se que se possa tratar de uma deturpação do epíteto grego argemone, designação arcaica, empregada por Dioscórides e Plínio, o Velho para se reportarem à papoila. Outra tese, supõe que possa provir do étimo grego argemonion, designação usada por Dioscórides para se reportar às plantas do género Anemone. Por último, o botânico italiano Umberto Quattrocchi também aventa a hipótese de «agrimónia» resultar da aglutinação dos étimos gregos agros = «de campo ou descampado» com monos = «isoladamente; só».
- Quanto ao epíteto específico, «eupatoria», corresponde a um dos nomes latinos da agrimónia.[15]

### Citologia
O número de cromossomas da Agrimonia eupatoria (Fam. Rosaceae) e táxones infraespecíficos, exprime-se nos seguintes termos: n=15. n=14

### Sinonímia
- Agrimonia canescens Dumort.
- Agrimonia elata Salisb.
- Agrimonia grandis (Andrz. ex Asch. & Graebn.) Dobrocz.
- Agrimonia grandis Andrz. in C.A.Mey.
- Agrimonia minor Mill.
- Agrimonia officinalis Lam. ex Poir. in Lam.
- Agrimonia officinarum Lam.
- Agrimonia sessiliflora Dumort.
- Agrimonia sulcata Dulac
- Agrimonia vulgaris Gray
- Eupatorium dioscoridis Bubani[18]
- Agrimonia bracteosa E. Mey.[19]

## Referência externa
botanical.com
agrionia, descrição botânica